# Il terzo segreto (romanzo)
Il terzo segreto è un romanzo del 2005 dello scrittore statunitense Steve Berry, uscito in Italia nel 2006 presso la casa editrice Nord.

## Trama
Forse il vero significato del Terzo segreto di Fátima è ben diverso da quanto Papa Giovanni Paolo II ha fatto conoscere al mondo. Colin Michener, il fidato segretario e amico del vecchio e stanco Papa Clemente XV si trova invischiato in una serie di fatti misteriosi e di delitti, che potrebbero mettere a repentaglio il futuro stesso della Chiesa. Inizierà quindi una lunga ricerca tra gli archivi vaticani di Medjugorje e la Germania, la terra natale del Papa, per dipanare il mistero.

## Edizioni
- Steve Berry, Il terzo segreto, traduzione di C. Gaiba, Milano, Editrice Nord, 20 ottobre 2005, ISBN 978-88-429-1409-9.